# 多布良卡區
多布良卡區（俄语：Добрянский район），是俄羅斯的一個區，位於該國中西部，由彼爾姆邊疆區負責管轄，面積5,192平方公里，2002年人口64,400，人口密度每平方公里12.4人。